# Heteropterus
Heteropterus és un gènere de lepidòpters papilionoïdeus de la família dels hespèrids (Hesperiidae). Es tracta d'un gènere monotípic que només conté una espècie, Heteropterus morpheus (Pallas, 1771). És present al Paleàrtic, des de la península Ibèrica fins a l'Amur i Corea.